# Páscoa dos Militares

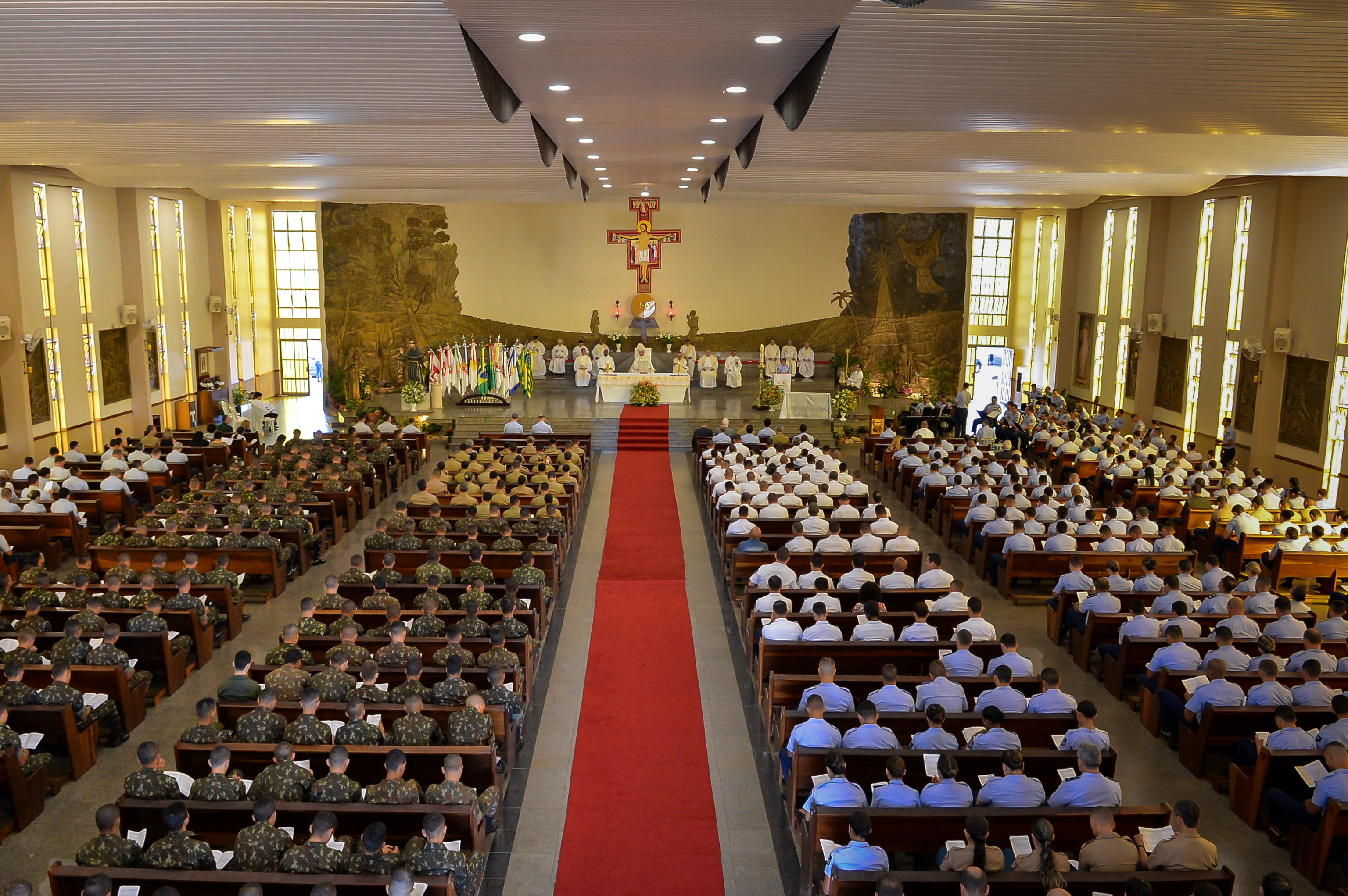
Páscoa dos Militares de 2019

A Páscoa dos Militares é a celebração da Páscoa pelos militares brasileiros. Ela é comemorada fora de época, por concessão da Igreja. Isso porque à época da II Guerra Mundial, no período da Páscoa, os militares brasileiros estavam envolvidos em missões longe de casa ou escalados para serviços e não puderam participar desta festividade religiosa. Desta forma, a Páscoa dos Militares preserva a história do final da II Guerra, quando a Força Expedicionária Brasileira (FEB) retornou ao Brasil após o período pascal. É permitido participar deste evento os segmentos católico, espírita e evangélico (cada um com uma festividade diferente), já que esta festividade tem por objetivo estimular o espírito de religiosidade e reafirmar os valores cristãos dos militares.
Para conciliar o calendário com as escalas de serviço das Forças Armadas, convencionou-se que a Páscoa dos Militares seria no período diferente do tradicional. As celebrações acontecem em datas determinadas em cada região, de acordo com o Arcebispado Militar do Brasil, com sede na capital federal. Com relação ao cerimonial, ele é respaldado de acordo com a hierarquia militar.

## História
A "Páscoa fora de época" existe para os Militares desde 1945, e, conforme a Portaria 14-DGP de 05/03/02 em seu Artigo 13, Inciso I, deve ser celebrada no período litúrgico pascal, ou mais tardar até 12 de outubro.
Após a Segunda Guerra Mundial, quando militares retornaram ao Brasil, o período de Páscoa já havia passado, levando assim as Forças Armadas a celebrarem uma missa na Praça XV, no Rio de Janeiro, para comemorar com seus familiares, mesmo fora do tempo pascal. Naquela ocasião, a data diferenciada foi estabelecida com a finalidade de conciliar a comemoração da tradicional festa religiosa que, muitas vezes, ficava comprometida pelo cumprimento das diversas escalas de serviço e missões.
Segundo Dom Fernando Guimarães, arcebispo do Ordinariado Militar do Brasil, do Ministério da Defesa (MD), a origem da Páscoa dos Militares “nasce no desejo dos nossos pracinhas ao retorno da campanha militar da 2ª Guerra Mundial, quando, na Itália, se viram impedidos de celebrar a Páscoa da Ressurreição no dia exato, domingo de Páscoa. Ao voltar, antes de se separar, eles quiseram celebrar a Páscoa de Jesus e, na vitória de Jesus sobre a morte, celebrar e agradecer a vitória das Forças Aliadas contra o nazifascismo; agradecer e pedir a Deus pelos irmãos febianos e pelos outros militares caídos no campo de batalha; e olhar para o mundo novo que o término do conflito mundial abria para humanidade”.